# 喜马拉雅耳蕨
喜马拉雅耳蕨（学名：Polystichum brachypterum），为鳞毛蕨科耳蕨属下的一个植物种。